# Don Blas
Don Blas är en ort i Mexiko.   Den ligger i kommunen Tierra Blanca och delstaten Guanajuato, i den centrala delen av landet, 210 km nordväst om huvudstaden Mexico City. Don Blas ligger 1 696 meter över havet och antalet invånare är 323.
Terrängen runt Don Blas är huvudsakligen kuperad. Don Blas ligger nere i en dal. Runt Don Blas är det ganska glesbefolkat, med 34 invånare per kvadratkilometer. Närmaste större samhälle är Victoria, 13,2 km nordväst om Don Blas. Trakten runt Don Blas består i huvudsak av gräsmarker.